# Šimon Leitgeb
Šimon Leitgeb (* 17. června 1996 České Budějovice) je český básník, člen české sekce PEN klubu a organizátor kulturních událostí. Pozornost veřejnosti si získal svou básnickou sbírkou Betonová pláž, za kterou obdržel v roce 2021 Cenu Jiřího Ortena.

## Život
Šimon Leitgeb se narodil roku 1996 v Českých Budějovicích. Vyrůstal na vesnici Malonty v Novohradských horách. V Budějovicích studoval na Česko-anglickém gymnáziu, kde ho do světa literatury uvedl na svých seminářích tvůrčího psaní lektor a spisovatel David Jan Žák. Díky Žákovi potom již ve čtrnácti letech četl jako předskokan na vystoupení spisovatele Michala Hvoreckého nebo Petra Šabacha.
Na republikové literární scéně se Leitgeb jako autor poprvé objevil v roce 2012, kdy se jeho povídka na téma Myšlenka se tvoří v ústech dostala mezi 50 nejlepších povídek 8. ročníku Ceny Waltera Sernera.
V roce 2013 vyhrál literární soutěž vyhlášenou Českým rozhlasem České Budějovice se svou povídkou s názvem Cesta do budoucnosti.
Leitgebova báseň v soutěži „Mít své místo. Židé a Romové - naši spolužáci před holocaustem a dnes.“ byla začátkem roku 2014 vybrána Institutem Terezínské iniciativy jako jedna z vítězných prací a následně byla zveřejněna během pietní akce Jom ha-šo'a v Praze na místech veřejného čtení jmen obětí Holokaustu. V tom samém roce Leitgeb obdržel se svým souborem básní čestné uznání v literární soutěži Ortenova Kutná Hora a také obsadil 2. místo v kategorii A (15-18 let) v Literární ceně Vladimíra Vokolka.
Pod vlivem mnohých setkáních s mladými autory Leitgeb založil v roce 2015 v Českých Budějovicích literárně-hudební pořad s názvem Mezi náma. Doposud se ho zúčastnili autoři z Česka i ze zahraničí a spoustu hudebních interpretů (např. Jiří Dědeček, kapela Květy nebo Houpací koně etc.). Od jara roku 2022 pořad probíhá i v Českém Krumlově. V roce 2016 Leitgebovy verše uveřejnilo nakladatelství Host v antologii Nejlepší české básně a následující rok sklidil čtenářský ohlas za svou debutovou sbírku pojmenovanou Mezi náma.
Druhou sbírku s názvem Betonová pláž publikoval v roce 2020 a ilustraci na obálku mu připravil renomovaný výtvarník Jaromír Švejdík. V roce 2021 pak za Betonovou pláž obdržel prestižní Cenu Jiřího Ortena.
Od roku 2020 je také jedním z hlavních organizátorů budějovického festivalu Literatura žije.
Leitgeb publikoval ve většině českých časopisů (např. Reportér, Tvar, Host, Lidové noviny etc.) a na spoustě literárních webech (např. nedelnichvilkapoezie.cz, Artikl, Britské listy etc.).
Jeho básně byly přeloženy do češtiny, němčiny, angličtiny, francouzštiny, ukrajinštiny, rumunštiny, srbochorvatštiny a japonštiny. Mimo Česko působil i na Slovensku, v Rakousku, na Ukrajině, v Rumunsku, ve Spojeném království a na Islandu.
Na konci roku 2021 začal Leitgeb skládat písňové texty s uznávaným bosenským hudebníkem Asmirem Spahićem.
Žije střídavě v zahraničí a v Českých Budějovicích, kde vede soukromé kurzy tvůrčího psaní.

## Zahraničí
V roce 2017 přeložil Leitgebovy básně z jeho debutové sbírky Mezi náma do ukrajinštiny básník Petro Miďanka, laureát Státní ceny Tarase Ševčenka. Překlady vyšly na webu Zbruč a časopise Porohy. V tomtéž roce Leitgeb vystupoval v ukrajinském Ivano-Frankivsku na čtení organizovaném Českým centrem v Kyjevě.
Leitgebovy básně byly v roce 2018 přeloženy také do rumunštiny překladatelem Mirceou Danem Dutou a následně byly publikovány v časopise Urmuz. Podruhé pak vystupoval v zahraničí v rumunském městě Costinesti na festivalu organizovaném kulturním sdružením Direcția 9.
V tom samém roce se Leitgeb ještě zúčastnil delegace jihočeských autorů na rakouském festivalu Theaterzeit ve Freistadtu.
Na konci roku 2018 pak přeložila výběr Leitgebových básní z tehdy připravované sbírky Betonová pláž spisovatelka Bianca Bellová a díky jejím překladům se zúčastnil čtení v anglickém městě Chelmsford, kde vystoupil v místním divadle. Během čtení jeho tvorba zaujala londýnského básníka Deana Attu, který ho potom pozval na další čtení do Londýna. V Londýně Leitgeb vystupoval v rámci open mic jako předskokan před básníkem Timem Wellsem.
V roce 2021 Leitgeb četl v islandském Reykjavíku v rámci Měsíce autorského čtení, kde vystupoval společně se spisovateli Michalem Hvoreckým, Dorou Kaprálovou, Janou Beňovou a Silvesterem Lavrikem. Večer hudebně doprovodila Markéta Irglová.
Leitgebovy básně v roce 2022 přeložila do japonštiny překladatelka Mebae Fujii a pak byly zveřejněny v Českém centru v Tokiu v rámci projektu Robot Poet.

## Dílo
Mezi náma (Nakladatelství Petr Štengl, 2017)
Betonová pláž (JT's nakladatelství, 2020)

### Mezi náma
Debutová básnická sbírka mladého českobudějovického autora je kompaktní a disponuje rozhodností tvůrčího gesta. V nestrojených, silně prozaizovaných promluvách se Šimon Leitgeb vrací do doby vlastního dětství a raného dospívání. Jako zúčastněný pozorovatel přibližuje prostřednictvím řady mikroportrétů tragikomických figurek ze své blízkosti svět předměstské banality i osudovosti. Třebaže autorův výraz
působí dost syrově, jeho spodním tónem zaznívají bolestná nostalgie a soucit.

### Betonová pláž
To, co tematicky v předchozí sbírce Mezi náma působilo nejistě, drží v Betonové pláži autor pevně v rukou a se čtenářem si "hraje". Čtení veršů může připomínat malý test lidskosti. Tíživé situace jsou líčeny s nadhledem a dětskou přirozeností. S lyrickým subjektem čtenář prožívá dětství ve vyloučené lokalitě. Okraj města v civilní a autentické rovině. Nedochází k moralizování či vysvětlování. Vše je čtenáři naservírováno přímo.
Sbírka je rozdělena do tří oddílů: Měsíc ve dne, Pyramida, Životabudiče. Všemi prochází zlomkovitý příběh naivního dětského hrdiny (lyrický mluvčí), který pozoruje svět okolo sebe, osahává ho a projasňuje. Nezapomíná se však ani na básnění, kdy autor upozaďuje epičnost veršů a využívá lyričnost: „… jezdíme spolu po zemi / a umíme zapálit nebe“ (s. 10) nebo „… každý den tady / zrnko písku“ (s. 20). Pravidelně se tu opakují motivy (město, čas, karavan…) i postavy (strejda, matka, adam – vždy psáno malými písmeny), ty jsou navíc nositeli dalších náhledů na svět. Ale jen pohled lyrického subjektu prochází určitým vývojem – či spíše dospíváním. Dětský drobnohled (klimbající karavan během soulože jeho obyvatel viděný jako zemětřesení) postupně vystřídají pubertální emocionální výlevy spojené s neuznáváním autorit (báseň Imedžin).
Sbírka sama o sobě tematizuje jak dětství v jeho nejčistší podobě, tak i veškerý „dospělácký hnus", který je okolo, ale do dětského světa nepronikne (šikana, sociální vyloučení i domácí český rasismus). I když se subjekty a motivy nevyvíjejí, stále zůstávají dynamické. Vidíme jen mžitky, ostatní si musíme domyslet. Tomu napomáhá i poetika sbírky (i když se tu hodí spíše výraz feeling). Čtenář se subjektem sdílí vše. Mění se pouze obsah, struktura zůstává stejná.
Sbírka představuje protiváhu ke komunikaci typické v dnešní době, kdy se mediálním prostorem šíří hyperbolizované kauzy, jejichž primárním cílem je šokovat. Oproti tomu v Betonové pláži sledujeme opravdu tíživé situace. Dětský lyrický subjekt je pro čtenáře vděčný, neustále ukazuje dramatické situace.